# Foundation Skateboards
Foundation Skateboards is een Amerikaans bedrijf, het produceert skateboards en kleding. De naam wordt vaak afgekort als FOSKCO, wat voor Foundation Skateboard Company staat. Het bedrijf is onderdeel van Tum Yeto.

## Huidige team

### Professioneel
- Corey Duffel (sinds 2001)
- Ethan Fowler (sinds 1997)
- Gareth Stehr (sinds 2003)
- Mike Rusczyk (sinds 1999)
- Sierra Fellers (sinds 2006)

### Amateur
- Abdias Rivera (sinds 2007)
- Angel Ramirez (sinds 2003)
- Matt Allen (sinds 2003)
- Tommy Gurrola (sinds 2004)